# Fujiwara no Okikaze
Fujiwara no Okikaze (藤原興風?) (fecha desconocida) fue un poeta waka y noble japonés de mediados del período Heian. Fue designado miembro de los treinta y seis poetas inmortales y uno de sus poemas fue incluido en la famosa antología Ogura Hyakunin Isshu.

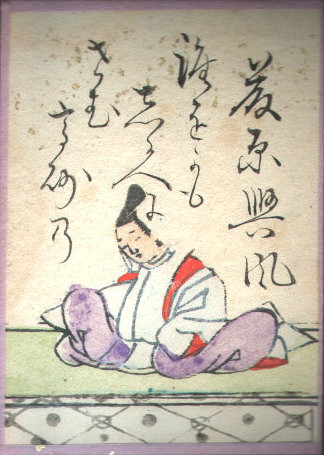
Fujiwara no Okikaze, del Ogura Hyakunin Isshu.

Los poemas de Okikazee están incluidos en varias antologías de poesía imperiales, incluyendo el Kokin Wakashū. También se mantiene una colección personal conocida como Okikazeshū.